# Юрьевское сельское поселение (Павлоградский район)
Юрьевское се́льское поселе́ние — муниципальное образование в Павлоградском районе Омской области Российской Федерации.
Административный центр — село Юрьевка.

## История
Статус и границы сельского поселения установлены Законом Омской области от 30 июля 2004 года № 548-ОЗ «О границах и статусе муниципальных образований Омской области».

## Население
| 2010  | 2011  | 2012  | 2013  | 2014  | 2015  | 2016  |
| ----- | ----- | ----- | ----- | ----- | ----- | ----- |
| 1405  | ↘1403 | ↘1379 | ↘1370 | ↗1373 | ↘1340 | ↘1335 |
| 2017  | 2018  | 2019  | 2020  | 2021  | 2023  |       |
| ↘1315 | ↘1291 | ↗1311 | ↘1285 | ↗1304 | ↘1262 |       |

## Состав сельского поселения
| № | Населённый пункт | Тип населённого пункта       | Население |
| - | ---------------- | ---------------------------- | --------- |
| 1 | Белоусовка       | деревня                      | ↘291      |
| 2 | Дувановка        | деревня                      | ↘116      |
| 3 | Юрьевка          | село, административный центр | ↘998      |